# Biograd na Moru
Biograd na Moru (wł. Zaravecchia, węg. Tengerfehérvár, niem. Weißenburg) – miasto i gmina w Chorwacji, w żupanii zadarskiej. Położony jest w północnej Dalmacji, pomiędzy Zadarem a Szybenikiem. Leży nad Morzem Adriatyckim naprzeciwko wyspy Pašman. W 2011 roku liczył 5569 mieszkańców.
Miejscowość ma długie tradycje turystyczne. Pierwsi turyści przybyli do Biogradu w 1920 z Czechosłowacji. Pierwszy hotel powstał w 1935. Biograd na Moru był znanym kurortem już za czasów komunistycznej Jugosławii.

## Geografia
Miasto znajduje się 28 kilometrów na południe od Zadaru. Centrum Biogradu leży na małym półwyspie otoczonym zatokami Bošana od północy i Soline od południa, a pozostała część na lądzie. Naprzeciwko Biogradu znajduje się wyspa Pašman.
Średnia roczna temperatura waha się od 7 °C w styczniu do 24,5 °C w lipcu.
Biograd jest centrum lokalnego handlu i transportu z powodu dobrych połączeń z okolicznymi miejscowościami i wyspą Pašman (prom do Tkonu). Przez miasto przebiega Magistrala Adriatycka. Około 15 kilometrów na północ znajduje się węzeł Benkovac na autostradzie A1.

## Historia
Pierwsze wzmianki o Biogradzie pochodzą z połowy X stulecia. W XI stuleciu było ono siedzibą królów chorwackich. W roku 1050 król Petar Kreszimir ufundował klasztor benedyktyński i kościół Św. Iwana. W roku 1102 został w Biogradzie koronowany na chorwackiego króla węgierski król Koloman. W roku 1125 zburzyli miasto Wenecjanie. W Biogradzie panowali w latach 1409–1797. W roku 1646 miasto zostało zniszczone przez same wojsko chorwackie, kiedy ustępowali podczas wojen wenecko-tureckich. Muzeum miejskie wystawia liburskie oraz rzymskie odkrycia i resztki średniowiecznego miasta królewskiego, lecz specjalną atrakcją są odkryte artefakty z przeciągu 17. stulecia i odkrycia zatopionych statków.

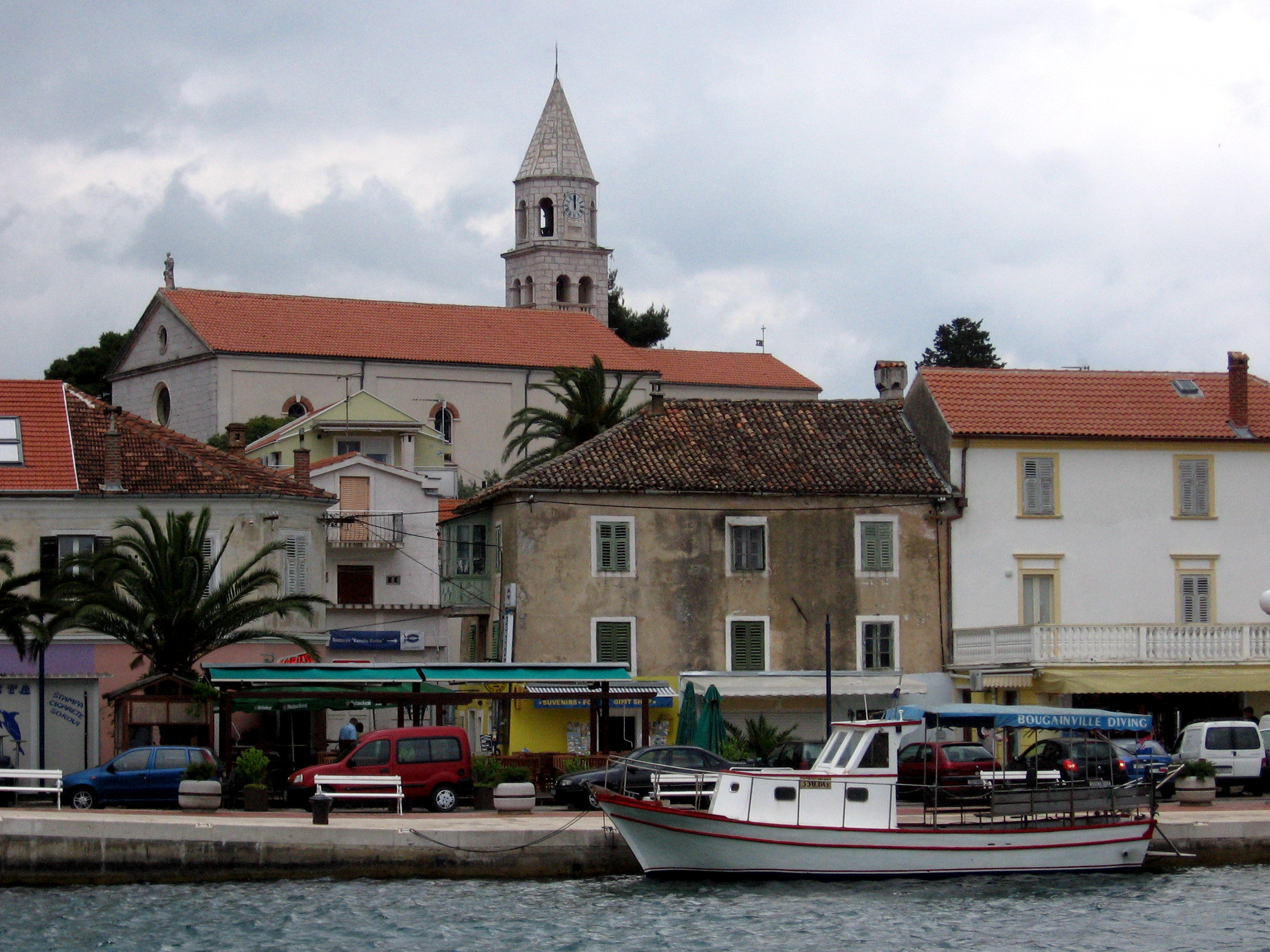